# دنسو تن
دنسو تن (انگلیسی: Denso Ten) شرکت الکترونیک ژاپنی است، که در سال ۱۹۷۲ توسط شرکت دنسو تأسیس شد.